# Смерть Марии
«Смерть Марии» — картина итальянского художника Караваджо, одного из крупнейших представителей тенебризма.
Догматические вопросы о смерти и Вознесении Девы Марии витали в воздухе задолго до картины Караваджо и оставались нерешёнными вплоть до конца XX века, когда сначала в 1950 году папа Пий XII провозгласил догмат о Вознесении Девы, оставив в стороне факт её физической смерти, и лишь 1997 году этот факт был подтверждён Иоанном Павлом II. Однако в католическом мире веками господствовало убеждение, что Мария была принята на небо живой, и это нашло отражение во множестве произведений искусства. Картина Караваджо оказалась последней крупной работой в католическом искусстве, на которой показана смерть Марии без малейшего намёка на Вознесение.

## История
Картина была заказана папским адвокатом Лаэрцо Черубини для кармелитской церкви Санта Мария делла Скала в районе Трастевере. Конечный результат работы вызвал отрицательную реакцию. Придворный врач папы Урбана VIII Джулио Манчини счёл, что Караваджо использовал в качестве натурщицы для Девы Марии проститутку, утонувшую в Тибре, или любовницу. Джованни Беллори считал, что неприятие картины вызвано неподобающей позой Девы Марии. Так или иначе, приход отказался принять картину, заменив её картиной Карло Сарачени, одного из последователей Караваджо.
По рекомендации Рубенса, увидевшего в картине одну из лучших работ Караваджо, её приобрёл Винченцо Гонзага, герцог Мантуи. Посол герцога Джованни Маньи устроил недельную выставку картины в своём доме на Виа дель Корсо со строжайшим запретом на копирование. До того, как покинуть Рим, картина выставлялась на две недели в Академии святого Луки, но Караваджо к тому моменту уже сам навсегда сбежал из Рима из-за убийства Рануччо Томассони.
Коллекция герцога была продана английскому королю Карлу I в 1627 году. После казни Карла в 1649 году Английская республика выставила коллекцию на продажу, и её приобрёл известный коллекционер Жабак. В 1671 году он продал её Людовику XIV для королевской коллекции, где она и оставалась вплоть до Французской революции, после которой перешла в собственность государства. В настоящее время картина хранится в Лувре.

## Описание
По тематике, серьёзности и фотографическому натурализму картина близка к «Положению во гроб» Караваджо из Ватиканской пинакотеки. Персонажи изображены почти в натуральную величину. Мария, лежащая с откинутой головой, в простом красном уборе, написана с суровым скорбным натурализмом. Караваджо полностью отказался от иконографической традиции подчёркивать святость Богоматери, и в её изображении не осталось набожного трепета, свойственного картинам на религиозную тему, кроме чуть заметного нитевидного нимба.
Композиция выстроена вокруг Марии — центральной темы картины. Её окружают сломленные апостолы с Марией Магдалиной. Остальные персонажи в беспорядке стоят позади. Скученность людей и их манерные позы акцентируют взгляд зрителя на бездыханном теле. Караваджо, мастер мрачных тёмных полотен, избегает маньеристских приёмов изображения многообразия эмоций. Он показывает великую скорбь не выражением лиц, но стремлением спрятать их в ладони, словно утверждая, что настоящее горе — в скорбном молчании, а не бдении плакальщиц. Не следуя каноническим деталям сюжета, Караваджо наполняет приглушённую сцену необыкновенной монументальностью, усиливая драматический эффект кроваво-красным полотнищем в верхней половине картины.
Художник использует малейшие нюансы светотени для придания объёма персонажам и их одеяниям. Но в первую очередь этот приём передаёт физическое присутствие усопшей, лежащей под ярким чистым светом. Распределение освещения заставляет глаз зрителя двигаться от лица Девы к скорбно склонившейся Магдалине, далее к фигурам апостолов и, наконец, ко всей картине целиком.

## Влияние
«Смерть Марии» является наглядным примером иконографической революции, устроенной Караваджо на рубеже XVI—XVII веков. Дистанцировавшись от претенциозной маньеристской моды, художник ввёл в искусство новый мощный и энергичный стиль. Он поставил задачу переноса на полотно подлинных человеческих эмоций, не связанных условностями изображения святости, и оказал этим значительное влияние на развитие концепций изобразительного искусства XVII века.